# Enrico Leone
Enrico Leone (Pietramelara, 11 luglio 1875 – Napoli, 19 giugno 1940) è stato un economista e giornalista italiano militante del sindacalismo rivoluzionario.

## Biografia
Enrico Leone fu, assieme ad Arturo Labriola, il principale dirigente e teorico del sindacalismo rivoluzionario italiano durante i primi anni di permanenza della corrente all'interno del partito socialista. Durante gli studi di diritto compiuti all'Università di Napoli passò dall'anarchismo al socialismo marxista. Dopo i moti del 1898 - durante i quali fu messo a domicilio coatto nell'isola di Procida - partecipò alla rinascita del socialismo partenopeo e fu eletto nelle assemblee provinciali. Vicino ad Enrico Ferri, capo della corrente intransigente, accettò nel 1903 di divenire redattore capo dell'organo ufficiale del partito Socialista Italiano, l'Avanti!.
Dopo lo sciopero generale del settembre 1904, si dichiarò sindacalista rivoluzionario e si dimise, nel 1905, dal giornale socialista. Fondò all'inizio del 1905 la rivista teorica Il Divenire sociale che accolse molti articoli di Georges Sorel e che fu pubblicata fino al 1910. Pur distinguendosi dal pensatore francese, di cui, fra l'altro, non condivideva l'esaltazione della violenza, Leone contribuì in modo così preponderante allo sviluppo della dottrina sindacalista fino al punto che si parlò, a suo riguardo, di sindacalismo puro. Sul piano economico, cercò di conciliare il marginalismo, nella sua versione edonista, con il marxismo che sfrondò dall'economicismo loriano. Sul piano politico tradusse questo revisionismo di sinistra con una strategia operaia antistatalistica incentrata sul primato del sindacato che avrebbe condotto, attraverso una lotta di classe senza compromessi, al riequilibrio dei fattori economici. Il suo liberismo fu pure un meridionalismo: si impegnò negli anni 1901-1903 perché la politica protezionista dello Stato fosse abbandonata affinché il Meridione potesse ritrovare la propria libertà economica.
Dopo che i sindacalisti rivoluzionari decisero nel 1907 di abbandonare il partito socialista e di concentrare la loro azione nell'ambito delle Camere del lavoro, Leone perse a poco a poco contatto con la base del movimento. Nel 1911 si oppose con argomenti economici liberisti alla guerra dell'Italia in Libia. Divenuto professore di economia a Bologna, non mutò impegno, ma non partecipò alla fondazione nel 1912 dell'Unione Sindacale Italiana (USI), prima solida espressione sindacale del sindacalismo rivoluzionario in Italia. Nel 1914 Leone si oppose alla guerra scrivendo per la Critica sociale e nel dopoguerra si entusiasmò per la Rivoluzione russa. A Bologna, dove accettò cariche elettive nei ranghi del partito socialista, si schierò con i massimalisti.
Nel 1919 fece votare al congresso socialista nazionale una mozione favorevole al sistema dei soviet che si auspicava per l'Italia. Assieme all'USI, sul cui organo scriveva da tempo, prese le distanze dalla Russia rivoluzionaria quando apparve chiaro che i bolscevichi prendevano la via dell'autoritarismo giacobino. Auspicò per la Russia una terza rivoluzione, dopo quella democratica e bolscevica. Scrisse, da ultimo, un paio di libri diretti l'uno contro l'idealismo di Sorel, l'altro contro l'intuizionismo di Henri Bergson. Nel 1925 diede segni di alienazione mentale e fu rinchiuso in manicomio a Napoli fino alla sua morte.

## Opere (selezione)
- L'economia sociale in rapporto al socialismo : volgarizzamento, Genova, Libreria Moderna, 1903.
- Il sindacalismo, seconda ed. riveduta, Milano-Palermo-Napoli, Remo Sandron, 1906.
- La revisione del marxismo, Roma, Biblioteca del divenire sociale, 1909.
- Che cos'è il sindacalismo, Bologna, Edizioni de La scuola moderna, 1910.
- L'economia edonistica, Roma, Biblioteca del divenire sociale, 1910.
- Il principio dell'equilibrio economico, Pescara, E. Croce, 1911.
- Espansionismo e colonie, Roma, Tipografia editrice nazionale, 1911.
- Lineamenti d'economia politica, Roma, Tipografia editrice nazionale, 1914.
- Anti-Bergson, Napoli, La luce del pensiero, 1923.
- Sorel e Marx : il neo-marxismo, Bologna, edito per cura del Sindacato ferrovieri, 1923.
- Teoria della politica, 2 voll., Torino, Fratelli Bocca, 1931.